# Bodil Ipsen
Bodil Louise Jensen Ipsen Black (30. august 1889 i København – 26. november 1964 smst.) var en dansk skuespiller og filminstruktør. Hun har sammen med Bodil Kjer givet navn til Danmarks ældste filmpris, Bodilprisen.

## Karriere
Efter studentereksamen i 1908 kom hun ind på Det Kongelige Teaters elevskole og debuterede året efter. I 1910 blev hun engageret til Folketeatret og Dagmarteatret, vendte tilbage til Det Kongelige Teater 1914 og så igen på Dagmarteatret 1919-1922. I årene herefter skiftede hun mellem Det Kongelige Teater og Folketeatret. Mellem 1930-1933 optrådte hun på ny på Dagmarteatret, havde et kort ophold på Betty Nansen Teatret og vendte så nok engang tilbage til Det Kongelige Teater, hvor hun blev frem til 1944.
Hun optrådte på landsdelsscenerne, i Oslo og Stockholm og havde engagementer ved Frederiksberg Teater, Det Ny Teater, Folketeatret og Odense Teater i perioden 1949-1958. Hun sluttede sin teaterkarriere på Det Kongelige Teater, hvor hun optrådte for sidste gang den 2. april 1960.
Hun fik tildelt udmærkelsen Ingenio et arti i 1922, Fortjenstmedaljen i guld 1948, Dannebrogordenen i 1959 og Dansk Skuespillerforbunds guldnål 1964.

## Privatliv
Bodil Ipsen var gift fire gange – i 1910 med skuespilleren Jacob Texière, i 1914 med civilingeniør H.H.O. Moltke, i 1919 med teaterdirektøren og skuespilleren Emanuel Gregers og i 1932 med journalist Ejnar Black. Hun er portrætteret i Bodil Ipsen og filmen (2006).
Hun ligger begravet på Grønholt Kirkegård i Fredensborg.

## Filmografi

### Skuespiller
| År   | Titel                 | Rolle                           | Noter                                                                          |
| ---- | --------------------- | ------------------------------- | ------------------------------------------------------------------------------ |
| 1913 | Scenens Børn          | Leonie, Walters hustru          | instrueret af Fritz Magnussen                                                  |
| 1913 | Et Syndens Barn       |                                 | instrueret af Bjørn Bjørnson                                                   |
| 1920 | Lavinen               | Maria, Pouls hustru             | instrueret af Emanuel Gregers                                                  |
| 1922 | Frie Fugle            | Naomi, kaptajnens kone          | instrueret af Emanuel Gregers                                                  |
| 1923 | Madsalune             | Kejserinde Katharina den Anden  | instrueret af Emanuel Gregers                                                  |
| 1928 | Maria Stuart          | Dronning Elisabeth              |                                                                                |
| 1932 | Paustians Uhr         | Store Marie                     | instrueret af Ralph Christian Holm                                             |
| 1935 | Det gyldne smil       | Elsa Bruun                      | instrueret af Paul Fejos                                                       |
| 1938 | Bolettes brudefærd    | Bolette Jensen                  | instrueret af Emanuel Gregers                                                  |
| 1940 | Sørensen og Rasmussen | Grevinden Danner                | instrueret af Emanuel Gregers                                                  |
| 1941 | Gå med mig hjem       | Helene Hanøe, landsretssagfører | instrueret af Benjamin Christensen                                             |
| 1942 | Forellen              | Clara, Carl Møllers kone        | instrueret af Emanuel Gregers                                                  |
| 1957 | Ingen tid til kærtegn | kvinde i rullestol              | instrueret af Annelise Hovmand                                                 |
| 1960 | Tro, håb og trolddom  | bedstemor Gunhild               | instrueret af Erik Balling modtog Bodilprisen for bedste kvindelige hovedrolle |

### Instruktør
| År   | Titel                       | Noter                                                                      |
| ---- | --------------------------- | -------------------------------------------------------------------------- |
| 1942 | Afsporet                    | medinstruktør Lau Lauritzen Jr.                                            |
| 1942 | En herre i kjole og hvidt   | medinstruktør Valdemar Christensen                                         |
| 1943 | Drama på slottet            | medinstruktør Valdemar Christensen                                         |
| 1944 | Mordets melodi              | medinstruktør Valdemar Christensen                                         |
| 1944 | Besættelse                  | medinstruktør Valdemar Christensen                                         |
| 1945 | De røde enge                | medinstruktør Lau Lauritzen Jr., modtog Palme d'Or                         |
| 1947 | Bröllopsnatten              | produceret i Sverige                                                       |
| 1948 | Støt står den danske sømand | medinstruktør Lau Lauritzen Jr., modtog Bodilprisen for bedste danske film |
| 1950 | Café Paradis                | medinstruktør Lau Lauritzen Jr., modtog Bodilprisen for bedste danske film |
| 1951 | Det sande ansigt            | medinstruktør Lau Lauritzen Jr., modtog Bodilprisen for bedste danske film |